# 詹盧卡·曼奇尼
詹卢卡·曼奇尼（義大利語：Gianluca Mancini，發音：[dʒanˈluːka manˈtʃiːni]；1996年4月17日—），意大利足球運動員，現效力意甲球會羅馬，意大利國家足球隊成員，司職中後衛。

## 俱樂部生涯

### 佩鲁贾
2015年中期，曼奇尼租借加盟佩鲁贾，并附有购买选项。曼奇尼于2015年9月11日，在对阵佩斯卡拉的比赛中首次在意乙为佩鲁贾亮相。
短暂回到佛罗伦萨后，俱乐部启动了反向选择权。 2016年8月1日，佛罗伦萨宣布将曼奇尼免费出售给佩鲁贾。 后来透露佛罗伦萨有权获得未来50%的转会费。

### 亚特兰大
2017年1月，曼奇尼和亚历山德罗·桑托帕德雷，佩鲁贾足球俱乐部主席马西米利亚诺·桑托帕德雷的儿子，被亚特兰大分别以20万欧元和100万欧元的转会费签下。 他们立即被亚特兰大租借回佩鲁贾。 此交易后来被检察官指控为转会费操纵，抬高了桑托帕德雷的身价，低估了曼奇尼的价格。 最终，俱乐部主席和两家俱乐部在2018年7月被判无罪。
曼奇尼在对阵前东家佛罗伦萨的比赛中首次在意甲亮相，比赛以1-1战平，他在比赛第25分钟替补拉斐尔·托洛伊上场。
2018年2月4日，他在亚特兰大对阵切沃的意甲比赛中打进了自己的首个进球，帮助球队以1-0获胜。

### 罗马
2019年7月17日，曼奇尼以1300万欧元加奖金和10%的二次转会分成的条件性买断选项租借加盟罗马。

## 国际生涯
2017年9月1日，曼奇尼在意大利U21国家队的比赛中首次亮相，在一场友谊赛中以0-3输给了西班牙U21国家足球队。
2019年3月15日，詹卢卡·曼奇尼被罗伯托·曼奇尼征召，参加意大利对阵芬兰国家足球队和列支敦士登国家足球队的2020年欧洲足球锦标赛预选赛比赛。 3月26日，他在主场6-0战胜列支敦士登的比赛中首次代表成年国家队出场。
他还参加了2019年欧洲U21足球锦标赛。

## 个人生活
2019年12月，詹卢卡与他长期的伴侣艾莉莎结婚，他们有两个女儿。 尽管姓氏相同，他与意大利足球教练罗伯托·曼奇尼并无亲属关系。

## 荣誉

### 俱樂部
羅馬
- 歐足聯歐洲協會聯賽：2021–22[19]

### 個人
- 欧足联欧洲联赛赛季最佳阵容：2020–21[20]

## 外部連結
- worldfootball.net：詹盧卡·曼奇尼之統計數據 （英文）
- Soccerway資料庫：詹盧卡·曼奇尼